# Gabriel Pereira dos Santos
Gabriel Pereira dos Santos, noto semplicemente come Gabriel Pereira (San Paolo, 1º agosto 2001), è un calciatore brasiliano, attaccante dell'Al-Rayyan.

## Caratteristiche tecniche
È un'ala destra.

## Carriera
Nato a San Paolo, entra a far parte del settore giovanile de Guarani dove rimane fino al 2018, quando firma con il Corinthians. Il 13 agosto 2020 fa il suo esordio fra i professionisti giocando l'incontro di Série A perso 3-2 contro l'Atlético Mineiro.

## Statistiche
Statistiche aggiornate al 14 gennaio 2021.

### Presenze e reti nei club
| Stagione        | Squadra         | Campionato      | Campionato | Campionato | Coppe nazionali | Coppe nazionali | Coppe nazionali | Coppe continentali | Coppe continentali | Coppe continentali | Altre coppe | Altre coppe | Altre coppe | Totale | Totale | Totale |
| Stagione        | Squadra         | Comp            | Pres       | Reti       | Comp            | Pres            | Reti            | Comp               | Pres               | Reti               | Comp        | Pres        | Reti        | Pres   | Reti   |        |
| --------------- | --------------- | --------------- | ---------- | ---------- | --------------- | --------------- | --------------- | ------------------ | ------------------ | ------------------ | ----------- | ----------- | ----------- | ------ | ------ | ------ |
| 2020            | Corinthians     | A1/SP+A         | 0+5        | 0          | CB              | 0               | 0               |                    | -                  | -                  |             | -           | -           | 5      | 0      |        |
| Totale carriera | Totale carriera | Totale carriera | 5          | 0          |                 | 0               | 0               |                    | -                  | -                  |             | -           | -           | 5      | 0      |        |